# Екс (Корез)
Екс (фр. Aix) насеље је и општина у централној Француској у региону Лимузен, у департману Корез која припада префектури Исел.
По подацима из 2011. године у општини је живело 384 становника, а густина насељености је износила 8,0 становника/km². Општина се простире на површини од 48,02 km². Налази се на средњој надморској висини од 850 метара (максималној 880 m, а минималној 650 m).

## Демографија
| 1962. | 1968. | 1975. | 1982. | 1990. | 1999. | 2011. |
| ----- | ----- | ----- | ----- | ----- | ----- | ----- |
| 325   | 431   | 373   | 371   | 325   | 307   | 384   |

График промене броја становника у току последњих година